# 李娅
李娅（1988年6月13日—），安徽蚌埠人，中国退役女子体操运动员，强项為高低杠和平衡木。在中国体操队昵称“小胖”。

## 生平

### 运动生涯
李娅1993年开始练习体操，1999年进入安徽队，2002年入选国家队，教练为刘桂成和何花。2002年李娅在全国体操冠军赛获得平衡木冠军，开始斩露头角。2003年李娅出征第37届美国安那罕世界体操锦标赛，获得团体第四和平衡木单项第四。
2004年对于李娅来说是不寻常的一年。在获得全国平衡木冠军和全能亚军后，她参加了雅典奥运会，发挥失常。随后在世界杯英国格拉斯哥和比利时根特系列赛上，她都获得了平衡木冠军。2004年12月，李娅在英国伯明翰市举行的第12届世界杯总决赛上，李娅是发挥最好的中国女选手，获得了平衡木的银牌和高低杠的铜牌。
2005年李娅由于受伤，没有参加世界体操锦标赛，她在澳门举行的第四届东亚运动会上获得了高低杠金牌。
2006年3月李娅参加了在比利时根特举行的世界杯系列站获得高低杠金牌。两周以后在德国科特布斯举行的世界杯系列站她也获得了高低杠金牌。这两次亮相她以一套全新的，难度很大的高低杠动作技压全场，成功作出“前空翻转体180度抓杠直接接前空翻”。同年七月，她在中国上海举行的世界杯系列站获得平衡木银牌。
李娅参加了2006年10月在丹麦奥胡斯第39届体操世锦赛。她在预赛中发挥失常，平衡木上做她准备申报命名的“屈体前空翻转体180度站木”时掉下器械，不但没能获得动作的命名，也没能进入该项目的决赛。而她擅长而原本有希望冲击奖牌的高低杠的比赛也是失误连连。由于失误，她原本申报打算获得命名的动作“前空翻转体180抓杠”也未能成功使用。即使这样，她在高低杠项目上申报的另外一个动作“后摆阿拉伯前屈两周下”还是得到了国际体操联合会的认可，并且获得了正式命名。李娅在决赛前的热身活动中突然临阵主动提出退赛，最终教练组在决赛中没有安排李娅上场。最终中国女队第一次获得世界体操锦标团体冠军，李娅作为团体成员也获得一枚金牌。受此影响，她也没有参加同年在卡塔尔首都多哈举行的2006年亞洲運動會。
但是，李娅很快从失败中走出来。同年12月，在巴西聖保羅举行的第13届世界杯总决赛上，她又成功做出了她的高难动作，最后获得高低杠银牌，英国运动员贝丝·特韦德尔获得了这个项目的金牌。李娅还获得了平衡木的金牌。赛后，国际体操联合会将“前空翻转体180度抓杠”这个高难度动作命名为“李娅空翻”。
2007年初，李娅的狀況仍不錯，更於世界盃马里博尔站奪得高低杠金牌，所以亦被認定為北京奧運會的奪金希望。好景不常，2007年7月中旬的一次訓練中，李娅在做前空翻180度接抓杠再接前空翻时，因为没能抓住杠，摔落时手撑地，导致肘关节脱节。经过检查，发现李娅桡骨小头骨骺及桡骨环状韧带损伤，因此李娅亦缺席九月初舉行的世錦賽。
自此之後，她的比賽及訓練次數都減少，直至2008年宣佈退役，結束她15年的体操生涯。

### 退役生涯
2008年，李娅退役後入讀北京體育大學，並有意向娛樂圈發展。
2009年6月25日晚，李娅在某餐廳就餐時，服務員上菜時不小心把菜湯打翻，導致她雙腿、右臂大面積嚴重燙傷，被鑒定為十級傷殘。及後法院判决李娅獲賠6萬余元。
2018年，李娅擔任中華隊女子體操隊教練。
2021年，李娅擔任臺北市松山區三民國民小學體操隊教練。

## 命名动作
一共有两个体操动作以李娅的名字命名：
- 李娅空翻-前空翻转体180度抓杠
- 李娅下-后摆阿拉伯前屈两周下